# Giải Mynavi Nữ mở rộng
Giải MyNavi Nữ mở rộng (マイナビ女子オープン Mainavi Joshi Open) là giải danh hiệu Nữ Lưu được đồng tổ chức bởi Tập đoàn MyNavi và Liên đoàn Shogi Nhật Bản, được giới thiệu lần đầu tiên vào năm 2007. Loạt trận tranh danh hiệu của giải đấu này thường được tổ chức từ tháng Tư hàng năm, với người chiến thắng trở thành đương kim Nữ Vương (女王 Jō Ō) và phần thưởng tiền mặt 5 triệu Yên - đứng thứ ba sau Thanh Lệ (7 triệu Yên) và Bạch Linh (15 triệu Yên) và cùng mức tiền thưởng với Nữ Lưu Vương Tọa.

## Tổng quan
Giải đấu tiền thân của giải này là Giải Nữ mở rộng (レディースオープントーナメント), giải này được tổ chức từ năm 1987 tới năm 2006, cũng đồng thời là giải đấu mở duy nhất của giới Nữ Lưu kì sĩ khi cho phép tất cả các kì thủ nữ được đăng kí tham gia thi đấu và xuất phát từ những vòng đấu đầu tiên.
Tên của danh hiệu này - Nữ Vương (女王 Jō Ō) đã được lựa chọn giữa 1500 ứng cử viên khác trên trang web chính thức của Tập đoàn MyNavi để có thể bắt đầu kì thi đấu đầu tiên. Không như các giải danh hiệu khác, tên của giải đấu này thường được nhớ tới bởi sự xuất hiện của MyNavi. Khi các đài truyền hình khác, ví dụ như NHK đề cập tới giải đấu này, họ sẽ gọi là Nữ mở rộng (女子オープン) mà không có tên của nhà tài trợ.

## Thể thức
Giải MyNavi Nữ mở rộng gồm có 4 giai đoạn là Thách đấu (チャレンジマッチ) - Sơ loại (予選) - Xác định Khiêu chiến giả (本戦 (Bản chiến)) và cuối cùng là loạt 5 ván tranh danh hiệu Nữ Vương (五番勝負 (Ngũ phiên thắng phụ)), với người chiến thắng cuối cùng trở thành tân Nữ Vương. Giai đoạn Thách đấu được tổ chức lần đầu tiên kể từ kì thứ 4 năm 2010, ở 3 kì trước đó - các nữ kì thủ nghiệp dư được tiến cử trực tiếp bởi các đơn vị tổ chức.

### Sơ tuyển Sơ loại - Thách đấu

#### Thách đấu
Giai đoạn Thách đấu này gồm cả các Nữ Lưu kì sĩ và các nữ kì thủ nghiệp dư, hệ thống này được giới thiệu lần đầu tiên vào kì 4, vã cũng là lần đầu tiên có một giải danh hiệu mở đăng kí cho tất cả các kì thủ nữ nghiệp dư muốn tham gia. Giai đoạn này được tổ chức vào tháng 5 - tháng 6 hàng năm tại trụ sở của Tập đoàn MyNavi ở Chiyoda, Tokyo; được tổ chức trong duy nhất 1 ngày và theo thể thức loại kép - Double Elimination. 
Các Nữ Lưu kì sĩ nếu như thất bại ở vòng 1 - Sơ loại trong ba kì liên tiếp, hoặc các kì thủ nữ nếu chiến thắng Thách đấu mà vẫn thua Sơ loại ở hai kì liên tiếp, họ được yêu cầu phải xuất phát ở giai đoạn này tại mỗi kì Giải MyNavi Nữ mở rộng, kể cả nếu kì thủ đó đang sở hữu danh hiệu. Ngoài ra, giai đoạn Thách đấu này không được tính vào thành tích thi đấu chính thức. 
Những đối tượng sau đây được phép đăng kí tham gia giai đoạn Thách đấu: 
- Các kì thủ nữ đang ở Tam cấp tại Trường Đào tạo Kỳ thủ trẻ trở xuống. (Tính tới thời điểm gửi bản đăng kí tới giai đoạn Thách đấu)
- Các kì thủ nữ ở Nghiên Tu hội.
- Các kì thủ nữ nghiệp dư đã đạt mức đẳng ở các trường cờ, lớp cờ hay bởi các giảng viên công nhận.
- Các Nữ Lưu kì sĩ đã thất bại ở vòng 1 - Sơ loại trong ba kì liên tiếp, hoặc không thể vượt qua vòng 1 Sơ loại khi đã vượt qua Thách đấu ở hai kì liên tiếp.

Thời gian của mỗi kì thủ trong mỗi ván cờ là 15 phút đồng hồ, với 1 lần byoyomi 30 giây cuối cùng, và kì thủ sẽ phải tự điều khiển đồng hồ của mình. 
Kể từ kì 15, giai đoạn Sơ tuyển Sơ loại sau đó được phân tách rõ ràng hai nhánh riêng dành cho các Nữ Lưu kì sĩ và kì thủ nữ nghiệp dư. Tuy nhiên, kì 15 không tổ chức giai đoạn Thách đấu.

#### Sơ tuyển Sơ loại
Trong giai đoạn Sơ tuyển Sơ loại này, mỗi kì thủ sẽ có 30 phút đồng hồ cờ vua và 1 lần byoyomi 1 phút cuối cùng, và không giống với giai đoạn Thách đấu - kể từ đây những ván đấu sẽ được tính là ván đấu chính thức. 
Những Nữ Lưu kì sĩ lần đầu tiên tham gia Giải MyNavi Nữ mở rộng sẽ được tham gia giai đoạn này. 

### Sơ loại
Mục đích của giai đoạn Sơ loại này là tìm ra thêm 12 kì thủ nữ nữa - cùng với 4 kì thủ top 4 kì trước để bước vào giai đoạn Xác định Khiêu chiến giả. Giai đoạn này thường gồm 48 kì thủ. 
Đối tượng tham gia giai đoạn này bao gồm: 
- Tất cả các Nữ Lưu kì sĩ đang hoạt động không được đặc cách lên giai đoạn Xác định Khiêu chiến giả và đã vượt qua Thách đấu - Sơ tuyển Sơ loại
- Các nữ hội viên của Trường Đào tạo Kỳ thủ trẻ từ Nhị cấp trở lên.

Giai đoạn này, các nhánh đấu sẽ được bốc thăm ngẫu nhiên, tuy nhiên toàn bộ các kì thủ nữ tới từ Kansai sẽ đều được xếp vào chung một hay nhiều nhánh đấu. Sơ loại thường được tổ chức từ tháng Bảy tới tháng Tám hàng năm. Mỗi ván đấu, kì thủ sẽ có 30 phút thời gian chính, và cờ một phút khi đã sử dụng hết số thời gian này. 

### Xác định Khiêu chiến giả
12 kì thủ chiến thắng giai đoạn Sơ loại và top 4 của Xác định Khiêu chiến giả của kì trước sẽ tham gia giai đoạn cuối cùng này, được bốc thăm trực tiếp để loại ngẫu nhiên nhằm chọn ra người cuối cùng thách đấu danh hiệu Nữ Vương của đương kim sở hữu khi đó. Các ván đấu ở giai đoạn này sẽ được tổ chức tại Hội quán chính thức ở cả hai miền Nhật Bản, thường bắt đầu từ đầu tháng Chín cho tới khi tìm ra người chiến thắng - thường là vào tháng Hai năm sau.
Trong giai đoạn này, ở mỗi ván đấu một kì thủ sẽ có 180 phút thời gian chính, và cờ một phút sau khi sử dụng hết số thời gian này. 

### Loạt trận tranh danh hiệu
Người chiến thắng giai đoạn Xác định Khiêu chiến giả sẽ thách đấu danh hiệu Nữ Vương (女王 Jō Ō) của đương kim sở hữu khi đó trong một loạt năm ván cờ. Kể từ mùa thứ tư, ván đấu đầu tiên của loạt trận này luôn được tổ chức ở Motoyu Jinya tại Hadano, Kanagawa.Các kì thủ nữ khi tham gia loạt ván đấu này sẽ mặc kimono. 
Trong giai đoạn này, ở mỗi ván đấu một kì thủ sẽ có 180 phút thời gian chính, và cờ một phút sau khi sử dụng hết số thời gian này, giống với giai đoạn Xác định Khiêu chiến giả. 

## Vĩnh thế Nữ Vương
Danh dự Vĩnh thế Nữ Vương (永世女王 Eisei Jo O) là danh dự mà một nữ kì thủ có thể đạt được nếu đạt đủ một trong hai điều kiện sau đây:
- Chiến thắng danh hiệu Nữ Vương đủ 7 lần.
- Chiến thắng danh hiệu Nữ Vương năm lần liên tiếp.

Ngày 13 tháng 6 năm 2022, Nishiyama Tomoka là người đầu tiên đạt được danh dự này khi chiến thắng đủ năm kì Nữ Vương liên tiếp (11-15, từ năm 2018-2022).

## Kết quả loạt trận tranh danh hiệu
| Kết quả loạt trận tranh danh hiệu (từ góc nhìn của đương kim Nữ Vương) ○：Chiến thắng ●：Xin thua 千：Sennichite 持：Thế bế tắc \| Tên \| Kì thủ đạt được danh hiệu Nữ Vương \| \| Tên \| Kì thủ đạt được danh dự Vĩnh thế Nữ Vương \| |                                           |
| Tên | Kì thủ đạt được danh hiệu Nữ Vương        |
| Tên | Kì thủ đạt được danh dự Vĩnh thế Nữ Vương |

| Kì | Năm  | Loạt trận tranh danh hiệu | Loạt trận tranh danh hiệu | Loạt trận tranh danh hiệu | Xác định Khiêu chiến giả | Xác định Khiêu chiến giả | Xác định Khiêu chiến giả |
| Kì | Năm  | Thắng Bán kết 1           | Kết quả                   | Thắng Bán kết 2           | -                        | Top 4                    | Top 4                    |
| -- | ---- | ------------------------- | ------------------------- | ------------------------- | ------------------------ | ------------------------ | ------------------------ |
| 1  | 2008 | Yauchi Rieko              | ○●○○                      | Tomomi Kai                |                          | Yamada                   | Suzuki                   |
| Kì | Năm  | Đương kim Nữ Vương        | Kết quả                   | Khiêu chiến giả           | Về nhì                   | Top 4                    | Top 4                    |
| 2  | 2009 | Yauchi Rieko              | ○○○                       | Iwane Shinobu             | Nakamura Marika          | Shimizu                  | Nakai                    |
| 3  | 2010 | Yauchi Rieko              | ●●●                       | Kai Tomomi                | Saida Haruko             | Ishibashi                | Ueda                     |
| 4  | 2011 | Tomomi Kai                | ●●●                       | Ueda Hatsumi              | Ishibashi Sachio         | Yauchi                   | Saida                    |
| 5  | 2012 | Ueda Hatsumi              | ○○○                       | Hasegawa Yuuki            | Shimizu Ichiyo           | Satomi                   | Saida                    |
| 6  | 2013 | Ueda Hatsumi              | ●●●                       | Satomi Kana               | Suzuki Kanna             | Tomomi                   | Ishibashi                |
| 7  | 2014 | Satomi Kana               | ●○●●                      | Kato Momoko               | Shimizu Ichiyo           | Ido                      | Ito                      |
| 8  | 2015 | Kato Momoko               | ○○●○                      | Ueda Hatsumi              | Wada Aki                 | Kai                      | Yauchi                   |
| 9  | 2016 | Kato Momoko               | ○●○○                      | Muroya Yuki               | Nishiyama Tomoka         | Shimizu                  | Kagawa                   |
| 10 | 2017 | Kato Momoko               | ○○○                       | Ueda Hatsumi              | Satomi Kana              | Nishiyama                | Tomomi                   |
| 11 | 2018 | Kato Momoko               | ○●●●                      | Nishiyama Tomoka          | Iwane Shinobu            | Satomi                   | Ito                      |
| 12 | 2019 | Nishiyama Tomoka          | ○○●○                      | Satomi Kana               | Kato Momoko              | Isotani                  | Kagawa                   |
| 13 | 2020 | Nishiyama Tomoka          | ●○●○○                     | Kato Momoko               | Shimizu Ichiyo           | Tsukada                  | Ito                      |
| 14 | 2021 | Nishiyama Tomoka          | ●○○●○                     | Ito Sae                   | Tsukada Erika            | Chiba                    | Tomomi                   |
| 15 | 2022 | Nishiyama Tomoka          | ●○●○○                     | Satomi Kana               | Yamane Kotomi            | Watanabe (Mana)          | Kagawa                   |
| 16 | 2023 | Nishiyama Tomoka          | ○○○                       | Kai Tomomi                | Kato Momoko              | Kagawa                   | Yamane                   |
| 17 | 2024 | Nishiyama Tomoka          | ○○○                       | Ooshima Ayaka             | Kitamura Keika           | Kato Momoko              | Ito                      |
| 18 | 2025 | Nishiyama Tomoka          | ○●                        | Fukuma Kana               | Kato Momoko              | Ueda                     | Kato Yuria               |

## Thông tin bên lề
- Lễ tựu vị để chính thức công nhận Yauchi Rieko là Nữ Vuơng kỳ thứ nhất vào ngày 18 tháng 7 năm 2008 được tổ chức tại khách sạn Palace, Tokyo, cũng đồng thời là nơi bốc thăm các cặp thi đấu cho vòng Sơ loại thứ hai. Tân Nữ Vuơng khi đó đã mặc chiếc váy được thiết kế bởi Katsura Yumi, chiếc váy này đã được trình diễn tại tuần lễ Thời trang Paris, kèm đó là một chiếc vương miện tiara trị giá 20 triệu Yên với 10,17 carat kim cương được đính trên nó.[11][12]
- Bình thường thì loạt tranh danh hiệu Nữ Vuơng sẽ diễn ra từ tháng Tư đến tháng Năm. Tuy nhiên, khiêu chiến giả kỳ thứ hai là Iwane Shinobu lại trong thời gian thai kỳ, các bác sĩ của cô dự đoán Iwane sẽ sinh vào khoảng giữa loạt trận tranh ngôi. Bởi lý do này, ván thi đấu thứ hai và các ván sau đó đã được thông báo sẽ lùi thời gian.[13] Nhưng, ngay trước khi ván đấu đầu tiên diễn ra vào ngày 17 tháng 4 năm 2009, lịch sinh dự kiến của Iwane lại bị đẩy lên, từ đó khiến cả ván đấu đầu tiên cũng bị hoãn.[14] Cuối cùng thì phải tới tháng Sáu - một tháng sau khi Iwane Shinobu sinh thì loạt trận mới diễn ra.
- Hasegawa Yuuki - một nữ kỳ thủ nghiệp dư đã vượt qua vòng Sơ loại thứ Nhất tại giải MyNavi lần thứ 5, giúp cho cô chính thức trở thành Nữ Lưu kỳ sĩ vào tháng 10 năm 2011. Tại giai đoạn Khiêu chiến giả Xác định, Hasegawa lần lượt giành chiến thắng trước Kai Tomomi (khi đó là đuơng kim Nữ Lưu Vuơng Vị), Saida Haruko và cuối cùng là Shimizu Ichiyo để giành quyền thách đấu danh hiệu Nữ Vuơng, đồng thời được thăng lên Nữ Lưu Nhị đẳng. Hasegawa nhờ chiến tích này đã thiết lập kỷ lục được thăng lên Nhị đẳng nhanh nhất (chỉ mất 4 ván đấu), đồng thời cũng là nhanh nhất với một Nữ Lưu kỳ sĩ kể từ khi lên chuyên để thách đấu danh hiệu (4 tháng). Kể từ đó, Hasegawa thường được gọi với biệt danh là [Dream MyNavi], hay là Cô bé Lọ Lem.[15]
- Tại kỳ thứ sáu, Satomi Kana - người khi đó đang sở hữu 4 danh hiệu Nữ Lưu cùng một lúc đã đánh bại đuơng kim Nữ Vuơng khi đó là Ueda Hatsumi với tỉ số 3-0 để lần đầu tiên, có một Nữ Lưu kỳ sĩ sở hữu 5 danh hiệu cùng một lúc.
- Kato Momoko lần đầu tiên giành được một danh hiệu Nữ Lưu tại MyNavi kỳ thứ 7, Nishiyama Tomoka tuơng tự với MyNavi kỳ thứ 11, điểm chung của họ là khi giành được danh hiệu, cả Kato lẫn Nishiyama đều không phải Nữ Lưu kỳ sĩ, mà đang là học sinh tại Trường Đào tạo kỳ thủ trẻ. Sau khi mất danh hiệu Nữ Vuơng, Kato mới trở thành Nữ Lưu kì sĩ, còn Nishiyama thông báo sẽ trở thành kỳ thủ chuyên nghiệp nữ vào ngày 1 tháng 4 năm 2021 - khi vẫn sở hữu danh hiệu này.
- Tại vòng 1 - giai đoạn Khiêu chiến giả Xác định của MyNavi kỳ thứ 15, Satomi Kana và Satomi Saki (sau này khi họ lấy chồng thì đổi tên thành Fukuma Kana và Kawamata Saki) đối đầu với nhau. Đây cũng là lần đầu tiên trong lịch sử mà một cặp chị em gặp nhau ở một giải đấu shogi chính thức, với người chiến thắng lần này là người chị Kana.[16]
- Tại kỳ thứ 16, người giành được quyền khiêu chiến là Kai Tomomi, tuy nhiên ngay sau khi trở thành khiêu chiến giả thì cô đã gửi lên Liên đoàn Shogi Nhật Bản yêu cầu giải nghệ của mình sau khi hoàn thiện thi đấu tất cả các giải đấu mà kỳ thủ này tham dự. Mặc dù thất bại 0-3 trước đuơng kim là Nishiyama Tomoka, trong giai đoạn cuối của sự nghiệp, Kai vẫn thể hiện một phong độ tốt bằng việc tiếp tục ở lại tổ A - Nữ Lưu Thuận Vị chiến kỳ thứ 3, vào đến trận Chung kết Xác định Khiêu chiến giả của Nữ Lưu Vuơng Vị chiến và lọt vào trận Chung kết của Nữ Lưu Vuơng Tướng chiến.